# Dino Compagni
Dino Compagni (n. 1255 - d. 1324) a fost un cronicar și om politic italian.
În politică, a fost partizanul guelfilor.

## Opera
Principala sa scriere o constituie Cronica evenimentelor din timpul său ("Cronica delle cose occorrenti ne' tempi suoi").
Aceasta a fost alcătuită în perioada 1310 - 1312 și cuprinde istoria Florenței între 1280 și 1312.
A fost considerată un model al prozei italiene din secolul al XIV-lea.